# レスリー・ニールセンのドラキュラ
『レスリー・ニールセンのドラキュラ』（原題: Dracula: Dead and Loving It）は1995年に公開された、パロディ映画の巨匠であるメル・ブルックス監督の作品。
主にブラム・ストーカー著書の『吸血鬼ドラキュラ』や1931年の映画『魔人ドラキュラ』、ハマー・フィルム・プロダクションの『吸血鬼ドラキュラ』（1958年）、そしてフランシス・フォード・コッポラの『ドラキュラ』（1992年）をモチーフに、ホラーの定番だったドラキュラ伯爵のコンセプトをコメディ化している。
ドラキュラは『裸の銃を持つ男』シリーズなどコメディ映画のヒット作に主演してきたレスリー・ニールセンが演じ、監督のブルックスはドラキュラと対決する吸血鬼ハンターのヴァン・ヘルシング役で出演した。

## キャスト
※括弧内は日本語吹替
- ドラキュラ伯爵 - レスリー・ニールセン（中村正）
- トーマス・レンフィールド - ピーター・マクニコル（広川太一郎）
- ミーナ・マーレイ - エイミー・ヤスベック（高島雅羅）
- ジョナサン・ハーカー - スティーヴン・ウェバー（江原正士）
- ルーシー・ウェステンラ - リセット・アンソニー（勝生真沙子）
- ジャック・スワード博士 - ハーヴェイ・コーマン（青野武）
- ヴァン・ヘルシング教授 - メル・ブルックス（八奈見乗児）
- マーティン - マーク・ブランクフィールド（幹本雄之）
- エッシー - ミーガン・カヴァナー（火野カチ子）
- ジプシー女 - アン・バンクロフト

## スタッフ
- 監督：メル・ブルックス
- 製作：メル・ブルックス
- 製作総指揮：ピーター・シンドラー
- 脚本：メル・ブルックス、ルディ・デ・ルカ、スティーヴ・ヘイバーマン
- 撮影：マイケル・D・オシア
- 音楽：ハミー・マン